# Lippakeszi

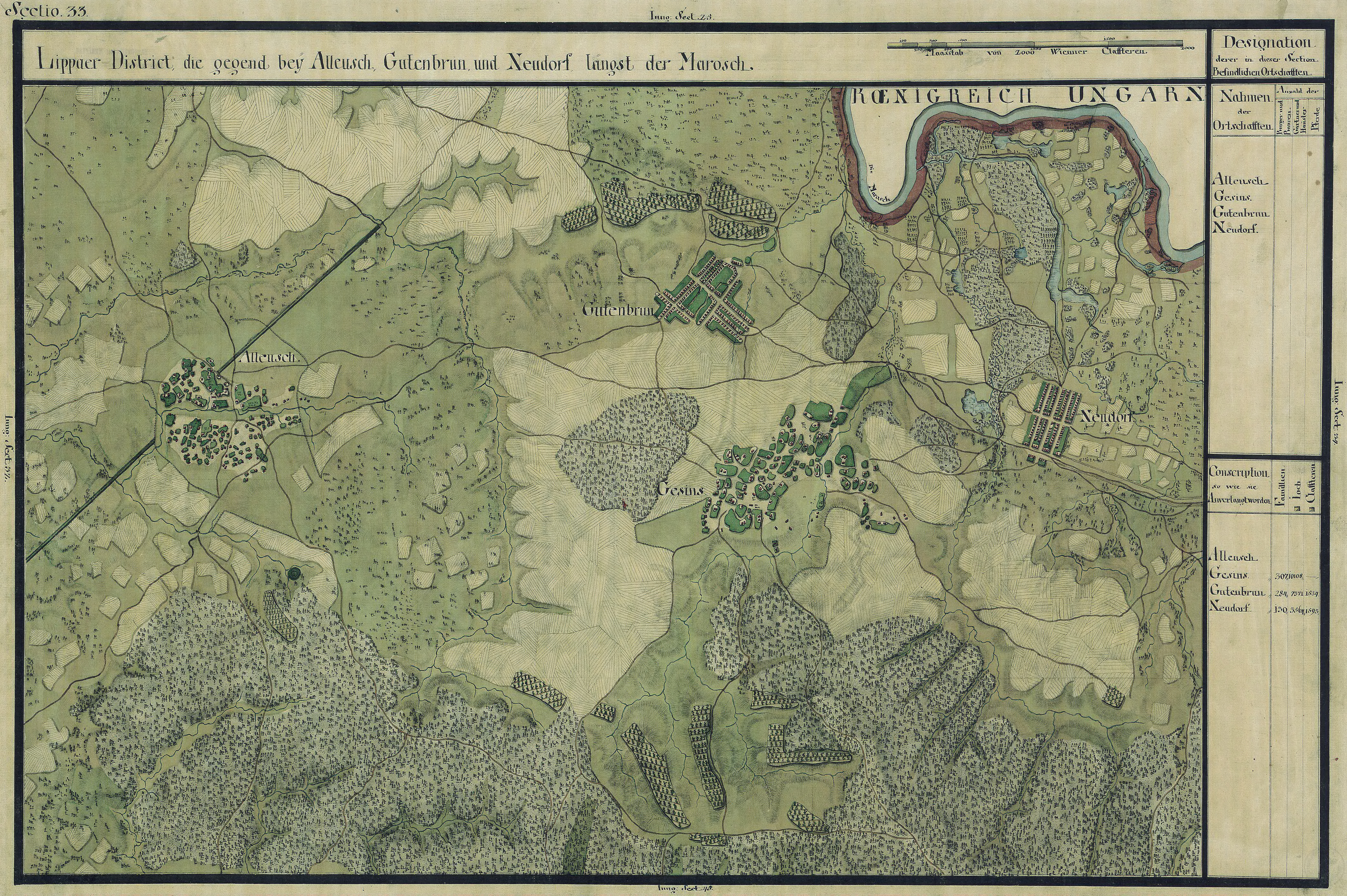
Lippakeszi egy 1700-as évekből való térképen

Lippakeszi (románul Chesinț) település Romániában, a Partiumban, Arad megyében.

## Fekvése
Lippától délnyugatra, Temesillésd és Temesújfalu közt fekvő település.

## Története
Lippakeszi Árpád-kori település, egykor a Keszi törzsbeliek települése volt.
Nevét 1278-ban említette először oklevél Erdizadkezi néven. A település nevében levő (Erdizad) Erdőszád név jelentése erdőtorok, a vidéket határozta meg, ahol a falu feküdt. 1334-ben Kezi, Kezy, 1761-ben Gessinz, 1808-ban Keszincz, Keszéncz, 1888-ban Keszincz, 1913-ban Lippakeszi néven írták.
1278-ban Pál bán birtoka volt, aki végrendeletében Keszit öccsére, Pósa ispánra hagyta.
1334-ben már egyházas hely volt, neve szerepelt a pápai tizedjegyzékben is, papja ez évben 13 garas pápai tizedet fizetett.
A település a középkorban Arad vármegyéhez tartozott.
A 15. században a Páznádi Baki család birtoka volt, 1561-ben a csanádi káptalan és Vetési János is a földesurai között volt.
A török hódoltság alatt magyar lakossága elpusztult, a 18. század elején helyükre románok telepedtek le, akik a helység nevét Keszincz-re ferdítették. A Mercy gróf-féle 1723–1725-ös térképen még elpusztult helyként megjelölték, de az 1761. évi térképen, Gessinz alakban, már ismét óhitűektől lakott helyként szerepelt.
1782-ben Névery Elek és József a kincstártól megvásárolták, de mivel az árát végül nem fizették ki, így továbbra is a kincstáré maradt. 1801-ben Eötvenesi Lovász Zsigmond a kincstártól megvásárolta, akiről Imrére szállt, majd Amália gróf Zelěnski Lászlóné örökölte.
A határban fekvő Ó falu-dűlő helyén feküdt a hódoltság előtt a falu.
A mai Lippakeszitől délre feküdt Horpataka is, amely egykor szintén Arad vármegyéhez tartozott.
Horpataka eredetileg a Keszi család birtoka volt. Keszi Balázs deák 1471-ben  Horpatakát a csanádi káptalannak adta.
1910-ben 2227 lakosa volt, melyből 2200 román, 17 magyar volt. Ebből 2148 görögkeleti ortodox volt.
A trianoni békeszerződés előtt Temes vármegye Lippai járásához tartozott.

## Nevezetességek
- Görög keleti temploma a török hódoltság alatt épült; eredetileg más célra használták, de a románok a ház egyik tűzfala mellé tornyot építtettek, és azóta templomként szolgál.